# Hans Schneider
Hans Schneider (n. 21 octombrie 1909, Duisburg, Regatul Prusiei – d. 19 iulie 1972, Duisburg, Germania) a fost un jucător de polo pe apă ce a reprezentat Germania, medaliat olimpic. A participat la 1 ediție a Jocurilor Olimpice (1936) în care a câștigat 1 medalie de argint.

## Participări
Lista de mai jos prezintă principalele competiții la care a participat Hans Schneider de-a lungul carierei.
- Jocurile Olimpice de vară din 1936